# (1109) Tata
(1109) Tata est un astéroïde de la ceinture principale, découvert le 5 février 1929 par l'astronome allemand Karl Wilhelm Reinmuth depuis l'observatoire du Königstuhl.
Sa dénomination provisoire était 1929 CU.
Il n'existe aucune référence connue au sujet de son nom.